# Thita
Thita ili fita je naziv za slovo glagoljice i stare ćirilice. 
Koristilo se isključivo za zapis glasova u posuđenicama. Njime se bilježilo grčko slovo θ (theta), koje je predstavljalo glas /θ/ (bezvučni dentalni frikativ, kao u eng. thin i sl.). Thita se izgovarala i kao /f/.
Standard Unicode i HTML ovako predstavljaju slovo thita u glagoljici:
|                    | Unikod | Unikod                         | HTML     | HTML | izgled ovisi o pregledniku | poveznice (engl.)                |
| k. točka           | naziv  | kod                            | entitet  |      | izgled ovisi o pregledniku | poveznice (engl.)                |
| ------------------ | ------ | ------------------------------ | -------- | ---- | -------------------------- | -------------------------------- |
| veliko slovo thita | U+2C2A | GLAGOLITIC CAPITAL LETTER FITA | &#x2C2A; | nema | Ⱚ                          | detaljni podaci test preglednika |
| malo slovo thita   | U+2C5A | GLAGOLITIC SMALL LETTER FITA   | &#x2C5A; | nema | ⱚ                          | detaljni podaci test preglednika |

## Napomene
1. ↑  Nazivi glagoljskih slova izvorno su na staroslavenskome, koji ima neke glasove kojih u hrvatskome nema. Prilagodba originalnih naziva na hrvatski nije jednoznačna. Nazivi ovdje su prema tablici u Hrvatskoj općoj enciklopediji, svezak 4, »Glagoljica«, s tim da se nazalni glasovi ę i ǫ, koji se u enciklopediji bilježe kao en i on, zamjenjuju s e i u, što su najčešći odrazi tih glasova u hrvatskom (stsl. imę, rǫka prema hrv. ime, ruka). To donekle odstupa od uvriježenih naziva u dijelu literature.

## Vanjske poveznice
- Definicija glagoljice u standardu Unicode (PDF) (eng.)
- Stranica R. M. Cleminsona, s koje se može instalirati font Dilyana koji sadrži glagoljicu po standardu Unicode  Arhivirana inačica izvorne stranice od 29. listopada 2005. (Wayback Machine) (eng.)